# Frauenuniversität Sagami

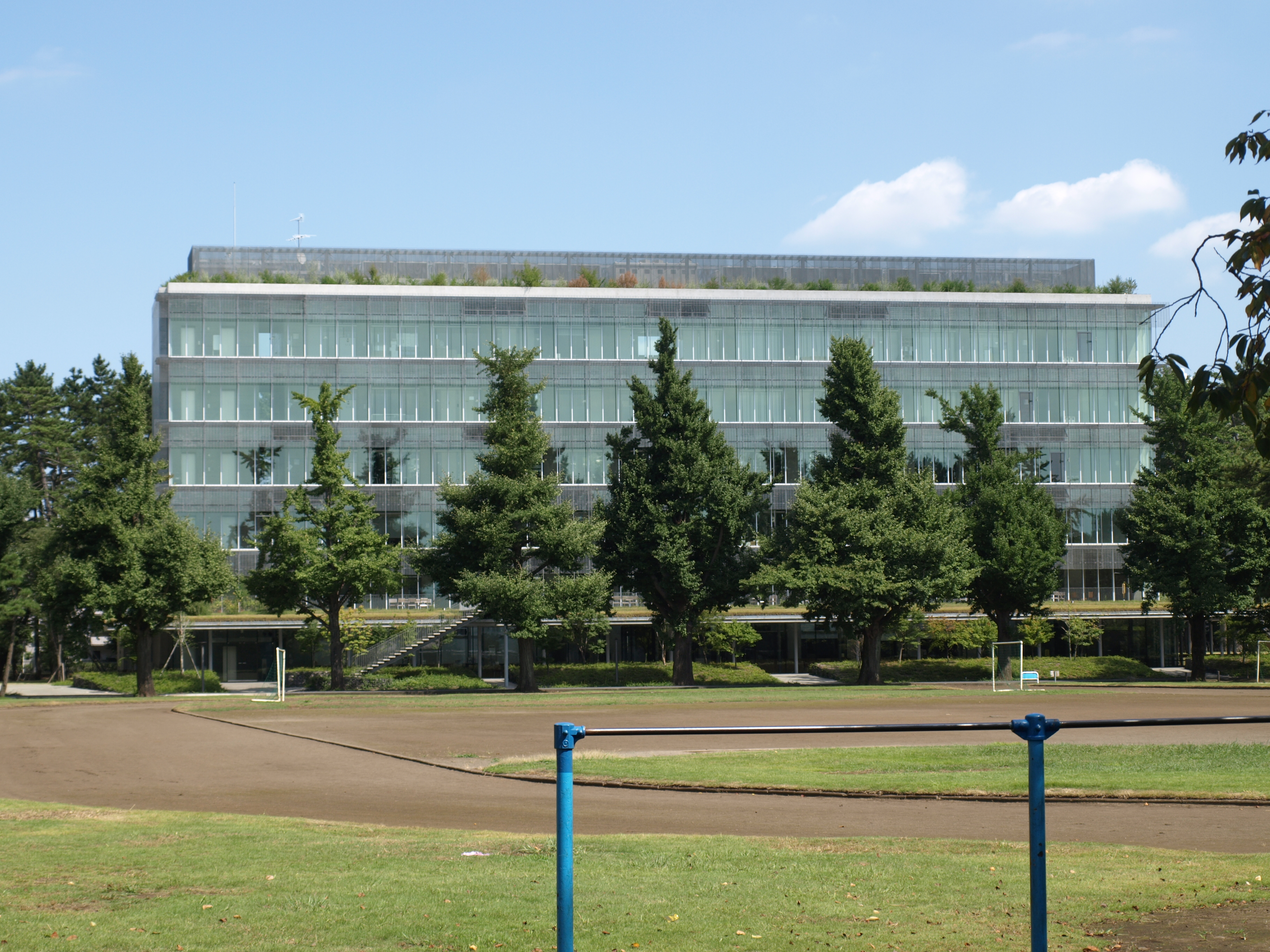
Frauenuniversität Sagami 2009

Die Frauenuniversität Sagami (japanisch 相模女子大学, Sagami joshi daigaku, englisch Sagami Women's University) ist eine private japanische Universität für Frauen in Sagamihara (Präfektur Kanagawa).

## Geschichte
1900 wurde die Japan Women's School (日本女学校 Nihon jogakkō) von Sawanosuke Nishi gegründet. Aus dieser Bildungseinrichtung ging 1949 die Frauenuniversität Sagami mit dem Motto „Learn to Look. Learn to Discover.“ (Lerne zu sehen. Lerne zu entdecken) hervor. Sie sieht ihren Lehrauftrag darin, Frauen zu fördern, damit sie durch ihre weibliche Wahrnehmung, ihr feines Gespür und flexibles Denken zur Gesellschaft und zu den lokalen Gemeinschaften beitragen.
An der Frauenuniversität Sagami wurden und werden ausschließlich Frauen zum Studium zugelassen. Sie ist vom japanischen Ministerium für Bildung, Kultur, Sport, Wissenschaft und Technologie als Universität anerkannt. Seit 2015 ist Seishi Kazama Präsident der Frauenuniversität, an der er vorher als Professor an der Fakultät für Kunst und Wissenschaft arbeitete (Stand 2023).

## Studiengänge
Die Frauenuniversität Sagami besteht aus einem Junior College (短期大学部 Tankidaigaku-bu), einer Graduiertenschule (大学院 Daigakuin) und der eigentlichen Universität (大学 Daigaku). Letztere hat eine Fakultät für Kunst und Wissenschaften, eine Fakultät der Gesellschaftswissenschaften und eine dritte für Ernährungswissenschaften. Die Fakultät für Kunst und Wissenschaft umfasst vier Abteilungen: Japanische Literatur und Sprache, Englische Kultur, Sprache und Kommunikation, Kommunikations- und Medienwissenschaften, Erziehung und Pädagogik sowie Designstudien für ein innovatives Leben. Die zwei Abteilungen Gesellschaftliches Management und Psychologie gehören zur Fakultät der Gesellschaftswissenschaften. Die Fakultät für Ernährungswissenschaften umfasst ebenfalls zwei Abteilungen: Ernährungsmanagement sowie Ernährung und Gesundheit. In der Graduiertenschule werden sowohl ein dreijähriger Master- als auch ein zweijähriger Doktorstudiengang angeboten; im Jahr 2022 wurden diese Studiengänge von 35 Studentinnen besucht. Knapp 3700 Studentinnen besuchten die übrigen vierjährigen Universitätsstudiengänge, die mit einem Bachelor abschließen, und 163 das zweijährige Junior College.
Um für ein Studium ausgewählt zu werden, wird eine Kombination von Interviews, eigenen Aufsätzen, Eignungstests und Empfehlungsschreiben weiterführender Schulen herangezogen. Es stehen auch Stipendien zur Verfügung. Höhere Chancen einer Immatrikulation haben Verwandte von Alumni und von Alumni empfohlene Kandidatinnen.
Die Studierenden werden von ihrer Universität ermutigt, an zahlreichen Aktivitäten teilzunehmen, die den Austausch mit verschiedenen japanischen Regionen und praktische Lernmöglichkeiten fördern. Ferner zeichnet sich das Studium an der Frauenuniversität Sagami dadurch aus, dass praktische Planungs- und Kommunikationsfähigkeiten gefördert und regionale Partnerschaften ausgeschöpft werden.